# Jacek Cichocki
Jacek Cichocki (ur. 17 grudnia 1971 w Warszawie) – polski socjolog, politolog i urzędnik państwowy. W latach 2004–2007 dyrektor Ośrodka Studiów Wschodnich, w latach 2008–2011 sekretarz stanu w Kancelarii Prezesa Rady Ministrów, w latach 2011–2013 minister spraw wewnętrznych, w latach 2013–2015 minister-członek Rady Ministrów i szef Kancelarii Prezesa Rady Ministrów, przewodniczący Komitetu Stałego Rady Ministrów w drugim rządzie Donalda Tuska i rządzie Ewy Kopacz, od 2023 szef Kancelarii Sejmu.

## Życiorys
Absolwent XLII Liceum Ogólnokształcącego im. Marii Konopnickiej w Warszawie. W 1996 ukończył studia socjologiczne na Wydziale Filozofii i Socjologii Uniwersytetu Warszawskiego. W latach 1992–2008 był pracownikiem OSW, gdzie zajmował się głównie analizami sytuacji politycznej, społecznej i ekonomicznej na obszarze byłego Związku Radzieckiego, m.in. w państwach Kaukazu i Azji Centralnej. Kierował Zespołem ds. Kaukazu i Azji Centralnej, a następnie Działem Ukrainy, Białorusi i Krajów Bałtyckich. Od 2001 pełnił funkcję wicedyrektora OSW, zaś w 2004 zastąpił na stanowisku dyrektora Marka Karpia, tragicznie zmarłego założyciela i dyrektora tego ośrodka. Kierował OSW do listopada 2007.
W latach 1995–1997 pracował w Fundacji Batorego na stanowisku asystenta programowego. Działa w warszawskim Klubie Inteligencji Katolickiej.
22 stycznia 2008 został sekretarzem stanu w Kancelarii Prezesa Rady Ministrów. Objął również funkcję Sekretarza Kolegium ds. Służb Specjalnych przy Radzie Ministrów. 18 listopada 2011 prezydent Bronisław Komorowski powołał go na urząd ministra spraw wewnętrznych w koalicyjnym rządzie Donalda Tuska. Na mocy rozporządzenia premiera uzyskał uprawnienia w zakresie koordynacji działalności Agencji Bezpieczeństwa Wewnętrznego, Agencji Wywiadu, Służby Kontrwywiadu Wojskowego, Służby Wywiadu Wojskowego i Centralnego Biura Antykorupcyjnego. Do grudnia 2011 był sekretarzem Kolegium do Spraw Służb Specjalnych.
25 lutego 2013 odszedł z MSW, został natomiast ministrem-członkiem Rady Ministrów, a także szefem Kancelarii Prezesa Rady Ministrów i przewodniczącym Komitetu Stałego Rady Ministrów. 28 marca 2013 został przewodniczącym Zespołu ds. Programowania Prac Rządu. 22 września 2014 objął stanowiska ministra-członka Rady Ministrów, szefa Kancelarii Prezesa Rady Ministrów, przewodniczącego Komitetu Stałego Rady Ministrów i przewodniczącego Zespołu ds. Programowania Prac Rządu w rządzie Ewy Kopacz. Ponownie uzyskał też uprawnienia koordynatora służb specjalnych. Z funkcji tej odszedł w czerwcu 2015 w trakcie tzw. afery podsłuchowej. Pozostałe stanowiska rządowe zajmował do 16 listopada 2015.
Po odejściu z pracy w rządzie zatrudniony jako koordynator projektu e-government Digital Economy Lab (DELab) na Uniwersytecie Warszawskim. W lutym 2020 został szefem sztabu Szymona Hołowni, kandydata na urząd prezydenta RP. Później w tym samym roku, po powołaniu przez Szymona Hołownię ugrupowania Polska 2050, zasiadł w kolegium ekspertów związanego z nim Instytutu Strategie 2050.
21 listopada 2023 marszałek Sejmu Szymon Hołownia powołał go na stanowisko szefa Kancelarii Sejmu. W lutym 2025 udzielono mu urlopu bezpłatnego, na który się udał na czas pełnienia funkcji szefa kampanii prezydenckiej Szymona Hołowni.

## Odznaczenia
W 2006 prezydent Lech Kaczyński odznaczył go Złotym Krzyżem Zasługi.